# Heinrich Botel (Ordensritter)
Heinrich Botel († 13. Juli 1260 an der Durbe) war ein Ordensritter des Deutschen Ordens. 

## Leben
Botel war als Ordensmarschall unmittelbar in die Landnahme der Ordens in Preußen eingebunden. Er war Zeuge in der Handfeste für Elbing 1246 und entscheidend an dem Friedensschluss mit den Prußen im Februar 1249 beteiligt. Ebenfalls im Jahr 1249 wurde sein Aufgebot in der Schlacht bei Krücken geschlagen. Bei der Erneuerung der Kulmischen Handfeste im Jahr 1250 trat er erneut als Zeuge auf. 1252 wurde er Vizelandmeister in Preußen. Als solcher nahm er 1254 den Lehnsrevers des Pomerellen-Herzogs entgegen. Botel fiel in Schlacht an der Durbe.